# Scutomollisia papillata
Scutomollisia papillata är en svampart som beskrevs av Graddon 1990. Scutomollisia papillata ingår i släktet Scutomollisia, ordningen disksvampar, klassen Leotiomycetes, divisionen sporsäcksvampar och riket svampar.   Inga underarter finns listade i Catalogue of Life.